# 限定戦争
限定戦争（げんていせんそう、英: Limited war）とは一般に相手を完全に殲滅することは追求していない形態をとった戦争である。

## 概要
限定戦争はその定義に基づけば敵の殲滅によって戦争を終わらせる戦争ではなく、より限定的な目標を達成することを勝利とした戦争である。限定戦争ではその目的を制限することによって、戦争に投入する軍事的手段を制限し、かつ可能な限り少ない費用で平和を達成するよう努力しなければならない。
戦略理論において、この限定戦争の原理は目的と手段の適合として説明されている。リデル・ハートは戦争状態にある国家の目的とは可能な限り少ない人的、経済的な損失で敵の抵抗する意思を屈服させることであると論じている。つまり、敵に対する作戦を考える上では敵の意思を打ち砕くことと損失を最小化することが重要であり、無闇に敵の軍事能力を破壊するために犠牲を増やしてはならない。
戦争において目的を制限すること自体はしばしば手段や技術の制約によって戦史の中で行われてきたことであったが、フランス革命後にナポレオン戦争が勃発してからは相手国の軍事力を徹底的に打倒する戦略が普及した。近代的な限定戦争の理論とはこのような殲滅戦略に対する反省に基づいて発展したものであり、使用可能な軍事力をあえて使用しないことを選択する戦略理論である。

## 研究史
限定戦争についての学術研究は核時代において最も盛んに行われ、特に1950年代から1970年代にかけて研究が進められた。核兵器が導入されてからは、どのような戦争でも核兵器を投入することによって核戦争へと事態がエスカレーションしていく危険が出てきたことが歴史的な背景としてあった。
1950年に勃発した朝鮮戦争ではアメリカ合衆国とソビエト連邦という超大国のイデオロギー的な対立が遠因となったはじめての正規戦であったが、この戦争でアメリカ軍は核攻撃の是非をめぐって議論が行われていた。当時、核兵器という兵器を運用するための理論的基盤が不足しており、軍事戦略や外交政策との関連から核戦略の理論を構築する研究が求められていた。核兵器を絶対兵器と位置づけたロバート・オズグッド（en:Robert Osgood）、核抑止を提唱したバーナード・ブローディ、限定された核兵器の使用を提唱したヘンリー・キッシンジャーなどのアメリカの戦略家たちは核兵器を前提とした安全保障環境において核戦争の危険を回避しながら軍事力を活用するための戦略理論を構築していった。

## 前提条件
限定戦争を実現することが可能となる根本的な前提条件として、キッシンジャーは以下のような項目を挙げている。
1. 限定戦争の軍事力は敵対者が既成事実を作るのを阻止するのに足りること。
2. ただし、敵対者に全面戦争への前触れではないことを確信させるような性格であること。
3. 敵対者に無条件降伏を強いない解決策について外交交渉する意志があることを、相手に伝える外交政策と結びつけること。

敵の軍事力に対抗可能な軍事力を投入しながら、敵との全面的な衝突を回避し、しかも相手が軍事行動を完遂しないように外交交渉によって妥協を引き出すことが限定戦争の基本的な条件である。したがって、限定戦争において軍事力を運用する形態には次の二つがあることが分かる。
1. 戦闘を伴うことなく、軍事力の増強や移動によって相手国に自国の意志を示し、政治的な目的を達成する形態。
2. 限定的な軍事力をもって戦闘を行うことにより、戦争を拡大しないように一定のレベルで制御しつつ政治的な目的を達成する形態。

相手国と接触を維持しながら政治的判断によって軍事力を使用し、外交交渉の達成を目指すことこそが限定戦争において重要であり、敵の戦力を撃退することは必ずしも必要ではない。むしろ、相手国がどのような政治的な意図を示しているかを見極めることこそが必要であると言える。